# آرثر كامبل
آرثر كامبل (بالإنجليزية: Arthur Campbell)‏ هو سياسي أمريكي، ولد في 3 نوفمبر 1743، وتوفي في 8 أغسطس 1811.